# عبد الغني الدهدوه
عبد الغني الدهدوه رسام كاريكاتير مغربي، من مواليد مدينة طنجة سنة 1973.
يعمل رساما للكاريكاتير بجريدة المساء المغربية منذ سنة 2008. وهو رئيس الجمعية المغربية لرسامي الكاريكاتير، والمنسق العام للمهرجان الوطني بشفشاون للكاريكاتور المغرب. 

## الجوائز
- حائز على درع الشرف لجائزة الكاريكاتير العربي سنة 2012 بقطر.

- حائز على الجائزة الثانية في المسابقة الصينية العالمية للكاريكاتير سنة 2018.

- حائز على درع الشرف بجائزة مهرجان القدس الدولي بإيران سنة 2018.

## روابط خارجية
- عبد الغني الدهدوه على موقع أرشيف الشارخ.
- عبد الغني الدهدوه على موقع africacartoons.com
- عبد الغني الدهدوه على موقع irancartoon.com
- عبد الغني الدهدوه على موقع cartoonmovement.com
- عبد الغني الدهدوه : ” الناس يحبون الرسام الذي يبذل مجهودا ذهنيا في أعماله ” / حاورته : أسماء التمالح